# Mets de Guaynabo 2021 (pallavolo maschile)
Questa voce raccoglie le informazioni riguardanti i Mets de Guaynabo nelle competizioni ufficiali della stagione 2021.

## Organigramma societario
Area direttiva
- Presidente: Ramón Rosado

Area tecnica
- Primo allenatore: Luis Aponte

## Rosa
| N° | Nome                 | Ruolo | Data di nascita  | Nazionalità sportiva |
| -- | -------------------- | ----- | ---------------- | -------------------- |
| 2  | Cristian Encarnación | S     | 3 settembre 1993 | Porto Rico           |
| 3  | Ramón Burgos         | C     | 15 gennaio 1993  | Porto Rico           |
| 4  | Orlando Santiago     | S     | 3 giugno 1996    | Porto Rico           |
| 5  | Roberto Ramírez      | P     | 29 gennaio 1992  | Porto Rico           |
| 7  | Enrique Escalante    | C     | 6 agosto 1984    | Porto Rico           |
| 8  | Juan Carlos Ribas    | S     | 8 settembre 1993 | Porto Rico           |
| 9  | Derwin Flores        | C     | -                | Porto Rico           |
| 14 | Jorge Mencía         | O     | 14 aprile 1990   | Porto Rico           |
| 15 | Inovel Romero        | S     | 28 gennaio 1995  | Porto Rico           |
| 17 | Jean Carlos Ortíz    | O     | 23 febbraio 1988 | Porto Rico           |
| 24 | Arnel Cabrera        | L     | 11 ottobre 1994  | Porto Rico           |
| 25 | Gabriel Rosado       | P     | 20 ottobre 1995  | Porto Rico           |

## Mercato
| Acquisti | Acquisti             | Acquisti      | Acquisti   |
| R.       | Nome                 | da            | Modalità   |
| -------- | -------------------- | ------------- | ---------- |
| S        | Cristian Encarnación | IE Matadors   | definitivo |
| C        | Ramón Burgos         | -             | definitivo |
| S        | Orlando Santiago     | -             | definitivo |
| P        | Roberto Ramírez      | OC Stunners   | definitivo |
| C        | Enrique Escalante    | -             | definitivo |
| S        | Juan Carlos Ribas    | -             | definitivo |
| C        | Derwin Flores        | -             | definitivo |
| O        | Jorge Mencía         | Utah Stingers | definitivo |
| S        | Inovel Romero        | Utah Stingers | definitivo |
| O        | Jean Carlos Ortíz    | -             | definitivo |
| L        | Arnel Cabrera        | -             | definitivo |
| P        | Gabriel Rosado       | -             | definitivo |

| Cessioni | Cessioni | Cessioni | Cessioni |
| R. | Nome     | a        | Modalità |
| --- | -------- | -------- | -------- |
| Non sono avvenuti movimenti di mercato in uscita perché la società è stata inattiva nella stagione precedente |          |          |          |

## Risultati

### LVSM

#### Regular season
| 1ª giornata - 16 settembre 2021 Coliseo Mario Morales, Guaynabo           | Mets de Guaynabo         | 3 - 1 | Changos de Naranjito     | 30-28, 23-25, 25-23, 25-23        |
| 2ª giornata - 18 settembre 2021 Coliseo Félix Méndez Acevedo, Lares       | Patriotas de Lares       | 0 - 3 | Mets de Guaynabo         | 19-25, 19-25, 11-25               |
| 3ª giornata - 24 settembre 2021 Coliseo Mario Morales, Guaynabo           | Mets de Guaynabo         | 3 - 0 | Caribes de San Sebastián | 25-20, 25-17, 25-21               |
| 4ª giornata - 26 settembre 2021 Coliseo Mario Morales, Guaynabo           | Mets de Guaynabo         | 3 - 2 | Capitanes de Arecibo     | 21-25, 25-14, 24-26, 25-13, 15-9  |
| 5ª giornata - 30 settembre 2021 Coliseo Raúl "Pipote" Oliveras, Yauco     | Cafeteros de Yauco       | 0 - 3 | Mets de Guaynabo         | 18-25, 23-25, 19-25               |
| 6ª giornata - 3 ottobre 2021 Coliseo Mario Morales, Guaynabo              | Mets de Guaynabo         | 2 - 3 | Indios de Mayagüez       | 16-25, 19-25, 25-21, 25-22, 12-15 |
| 7ª giornata - 7 ottobre 2021 Coliseo Mario Morales, Guaynabo              | Mets de Guaynabo         | 1 - 3 | Gigantes de Carolina     | 21-25, 29-31, 25-19, 26-28        |
| 8ª giornata - 9 ottobre 2021 Coliseo Mario Morales, Guaynabo              | Mets de Guaynabo         | 3 - 0 | Cafeteros de Yauco       | 25-19, 25-19, 25-19               |
| 9ª giornata - 14 ottobre 2021 Coliseo Luis Aymat Cardona, San Sebastián   | Caribes de San Sebastián | 2 - 3 | Mets de Guaynabo         | 23-25, 25-12, 26-28, 25-14, 22-24 |
| 10ª giornata - 16 ottobre 2021 Coliseo Guillermo Angulo, Carolina         | Gigantes de Carolina     | 2 - 3 | Mets de Guaynabo         | 21-25, 25-19, 28-26, 23-25, 13-15 |
| 11ª giornata - 22 ottobre 2021 Coliseo Gelito Ortega, Naranjito           | Changos de Naranjito     | 3 - 1 | Mets de Guaynabo         | 21-25, 33-31, 25-23, 25-18        |
| 12ª giornata - 23 ottobre 2021 Coliseo Manuel Iguina, Arecibo             | Capitanes de Arecibo     | 1 - 3 | Mets de Guaynabo         | 20-25, 21-25, 25-19, 21-25        |
| 13ª giornata - 28 ottobre 2021 Coliseo Mario Morales, Guaynabo            | Mets de Guaynabo         | 3 - 0 | Patriotas de Lares       | 25-18, 25-18, 25-23               |
| 14ª giornata - 31 ottobre 2021 Palacio de Recreación y Deportes, Mayagüez | Indios de Mayagüez       | 1 - 3 | Mets de Guaynabo         | 25-23, 21-25, 21-25, 20-25        |

#### Play-off
| Quarti di finale (gara 1) - 5 novembre 2021 Coliseo Mario Morales, Guaynabo            | Mets de Guaynabo         | 3 - 0 | Gigantes de Carolina     | 25-20, 27-25, 25-16               |
| Quarti di finale (gara 3) - 9 novembre 2021 Coliseo Mario Morales, Guaynabo            | Mets de Guaynabo         | 2 - 3 | Caribes de San Sebastián | 23-25, 21-25, 25-16, 25-20, 8-15  |
| Quarti di finale (gara 5) - 15 novembre 2021 Coliseo Luis Aymat Cardona, San Sebastián | Caribes de San Sebastián | 3 - 1 | Mets de Guaynabo         | 25-22, 25-21, 24-26, 25-17        |
| Quarti di finale (gara 6) - 18 novembre 2021 Coliseo Guillermo Angulo, Carolina        | Gigantes de Carolina     | 0 - 3 | Mets de Guaynabo         | 14-25, 23-25, 23-25               |
| Semifinali (gara 1) - 22 novembre 2021 Coliseo Mario Morales, Guaynabo                 | Mets de Guaynabo         | 3 - 0 | Changos de Naranjito     | 25-22, 25-22, 25-20               |
| Semifinali (gara 2) - 24 novembre 2021 Coliseo Gelito Ortega, Naranjito                | Changos de Naranjito     | 3 - 0 | Mets de Guaynabo         | 25-22, 25-23, 28-26               |
| Semifinali (gara 3) - 26 novembre 2021 Coliseo Mario Morales, Guaynabo                 | Mets de Guaynabo         | 2 - 3 | Changos de Naranjito     | 15-25, 21-25, 25-21, 25-23, 8-15  |
| Semifinali (gara 4) - 28 novembre 2021 Coliseo Gelito Ortega, Naranjito                | Changos de Naranjito     | 3 - 0 | Mets de Guaynabo         | 25-16, 25-19, 25-16               |
| Semifinali (gara 5) - 30 novembre 2021 Coliseo Mario Morales, Guaynabo                 | Mets de Guaynabo         | 2 - 3 | Changos de Naranjito     | 19-25, 25-23, 26-24, 23-25, 12-15 |

## Statistiche

### Statistiche di squadra
| Competizione | Punti | In casa | In casa | In casa | In trasferta | In trasferta | In trasferta | Totale | Totale | Totale |
| Competizione | Punti | G       | V       | P       | G            | V            | P            | G      | V      | P      |
| ------------ | ----- | ------- | ------- | ------- | ------------ | ------------ | ------------ | ------ | ------ | ------ |
| LVSM         | 31    | 12      | 7       | 5       | 11           | 7            | 4            | 23     | 14     | 9      |
| Totale       | -     | 12      | 7       | 5       | 11           | 7            | 4            | 23     | 14     | 9      |

G = partite giocate; V = partite vinte; P = partite perse